# Stórahorn
Stórahorn är en bergstopp i republiken Island. Den ligger i regionen Västfjordarna, 190 km nordväst om huvudstaden Reykjavík. Toppen på Stórahorn är 488 meter över havet. Stórahorn ingår i Lambeyrarháls.
Trakten runt Stórahorn är nära nog obefolkad, med mindre än två invånare per kvadratkilometer. Närmaste större samhälle är Patreksfjörður, nära Stórahorn.